# Seddouk
Seddouk là một đô thị thuộc tỉnh Béjaïa, Algérie. Dân số thời điểm năm 2002 là 19.064 người.